# 서울송정초등학교
서울송정초등학교는 대한민국 서울특별시 강서구 공항동에 있는 공립 초등학교이다. 1936년에 문을 열었으며, 인근에 김포국제공항이 위치해 있다. 학교 바로 옆에는 ● 수도권 전철 5호선, ● 서울 지하철 9호선이 통과한다.

## 학교 연혁
- 1936년 9월 6일 김포군 송정공립보통학교 개교(설립인가 7월 30일)
- 1938년 4월 1일 송정공립심상소학교로 개칭[1]
- 1941년 4월 1일 송정공립국민학교로 개칭[2]
- 1963년 1월 1일 서울특별시로 편입[3](서울송정국민학교)
- 1996년 3월 1일 서울송정초등학교로 교명 개칭[4]
- 1996년 4월 20일 컴퓨터실 준공
- 1997년 3월 31일 유아방 개설
- 1997년 12월 28일 송정 예술제 실시(제1회)
- 2003년 12월 31일 교사 증개축 준공
- 2008년 2월 4일 인조잔디 운동장 및 도서관(솔밭누리터) 리모델링 개관
- 2011년 9월 1일 학교안전 보안시스템 구축(보안카드 및 학교비상벨 설치)
- 2012년 9월 3일 선진형 수학교실 개관
- 2014년 2월 28일 돌봄겸용교실 설치(3학급 2실) 운영
- 2014년 8월 20일 방송실 HD 영상전환공사
- 2015년 3월 1일 안전체험실, 영양교실 설치
- 2015년 3월 23일 송정 스쿨버스(35인승) 운행 실시
- 2016년 2월 17일 제76회 졸업(남 81명, 여 69명, 계 150명)
- 2016년 8월 1일 급식실 바닥, 담장 보수, 도시가스 시설 개선 사업
- 2017년 2월 17일 제77회 졸업(남 80명, 여 70명, 계 150명)
- 2017년 8월 25일 학교 건물 내 외부 도색
- 2017년 8월 30일 시청각실 바닥 교체
- 2017년 11월 8일 1학년 꿈을 담은 교실 개관
- 2018년 2월 13일 제78회 졸업(남 62명, 여 53명, 계 115명)
- 2018년 3월 2일 더불어교사제 운영
- 2018년 12월 31일 제79회 졸업(남 44명, 여 51명, 계 95명)
- 2019년 9월 1일 제27대 안정희 교장 부임
- 2020년 2월 13일 제80회 졸업(남 66명, 여 61명, 계 127명)

## 학교 상징
- 우리 학교 꽃 - 장미 : 아름다움, 향기, 사랑
- 우리 학교 나무 - 소나무 : 꿋꿋한 절개와 의지, 장수

## 참고 자료
- 서울송정초등학교 - 한국교육학술정보원 학교알리미